# 梁梅宗
梁梅宗（？—2023年3月9日），臺灣體操教練。

## 個人生活
梁梅宗與雙胞胎哥哥梁梅松是高雄市立五福國民中學的體操選手，並一同就讀國立臺灣體育學院。
梁梅宗的妻子是在國中授課體操瑜珈，並育有2名兒子。

## 生平
1985年梁梅宗在臺灣區運動會中，獲得雙槓金牌及跳馬銀牌。同年舉辦的全國大專院校運動會上，梁梅宗獲得地板和跳馬的雙面金牌，並於男子個人全能比賽排名冠軍。
1991年3月梁梅宗經中華民國教育部體育署補助經費招考的國小體操教練，派駐於高雄市前鎮區光華國民小學。
2009年梁梅宗帶領著林恩霆、郭芳瑋、康智凱及林恩澔四位體操選手參加全國體操錦標賽，在12月19日分別以個人和團體共獲得6面金牌。
2010年靈龍舞蹈團邀請梁梅宗擔任「對戲compete─女性系列Ⅵ」的體操彈跳技術指導，於臺灣臺南市吳園演出。
2013年9月7日高雄市政府舉辦體育節表揚體育有功人員頒獎典禮上，梁梅宗獲得優秀教練獎。

## 犯罪
因梁梅宗涉嫌性侵多名未成年女學生，高雄市政府證實已接獲陳情，案發於1996年至2006年間。2018年3月10日，臺灣高雄地方檢察署深夜詢問後，傳喚梁梅宗到案說明，訊後是以新台幣30萬元保釋候傳，並限制居住、出境。最終共4名女學生（法庭記為A、B、C、D）起訴。2021年，高雄地方法院認定梁梅宗對A的1次強制性交、對C的1次強制猥褻（當著她母親的面在汽車旅館摸胸），判6年10月；而B、D的指控超過告訴期間不予認定。檢方上訴後，二審認為一審無違誤，維持原判。

## 逝世
2023年2月23日梁梅宗向檢方報到後發監至法務部矯正署高雄第二監獄，雖然身患慢性病及臀部外傷等舊疾，但生活上都能自理，經健康檢查後認為可收監執行。同月24日，獄方發現梁梅宗身體指數如血氧、血壓出現異樣，並送往監獄觀察療養。3月8日，同房獄友發現梁梅宗身心狀況不佳，經獄內醫師評估認有必要送至國軍高雄總醫院左營分院進行救治；於9日凌晨1時許宣告不治，經臺灣橋頭地方檢察署釐清死因為敗血性休克而引發多重器官衰竭。

## 書籍
- 梁梅宗. . 國立臺灣體育學院. 2003 （中文（繁體））.